# Fatty rival de Picratt
Pour les articles homonymes, voir Love.
Pour plus de détails, voir Fiche technique et Distribution.
 Fatty rival de Picratt  (titre original : Love) est une comédie burlesque américaine écrite et réalisée par Roscoe Arbuckle, sortie le 2 mars 1919.

## Synopsis
Fatty dans sa « Ford Economy Spéciale » (une caisse à savon motorisée) et Al Clove (Picratt dans la version française) sur son Grand-bi se rendent chez le fermier voisin. Le premier est follement amoureux de Winnie, sa fille et vient lui rendre visiste. Le second est porteur d’un message de son père qui propose au fermier de le marier à sa fille en échange de la moitié de ses terres. Al n’est pas très malin mais Fatty n’est qu’un garçon de ferme sans le sou. Malgré l'amour que porte Winnie à Fatty, le fermier n"hésite pas une seconde et est intraitable.
Fatty doit avoir recours à la ruse pour parvenir à ses fins. Ayant saboté le plat de cette dernière, il fait chasser la cuisinière et Lucrecia Borgia (Fatty travesti) est engagée pour la remplacer et lui permet d'investir la place. Mais les choses ne traînent pas et la cérémonie de mariage commence.

Heureusement pour nos amoureux, le tout nouveau pasteur est très nerveux car c'est sa première célébration d'un mariage. Lucrecia propose alors une répétition où elle veut bien tenir le rôle du futur mari. Sitôt dit, sitôt fait. Fort de cela, au beau milieu de la véritable cérémonie qui débute, notre héros s'interpose et dévoile son identité en déclarant être déjà marié à Winnie !

## Fiche technique
- Titre :  Fatty rival de Picratt
- Titre original : Love
- Réalisation : Roscoe Arbuckle
- Scénario : Roscoe Arbuckle et Vincent Bryan
- Photographie :
- Montage :
- Producteur : Joseph M. Schenck
- Société de production : Comique Film Corporation
- Société de distribution : Paramount Pictures
- Pays de production :  États-Unis
- Langue : film muet avec les intertitres en anglais
- Métrage : 600 mètres (2 bobines)
- Format : Noir et blanc — 35 mm — 1,33:1 — Muet
- Genre : Comédie, Film burlesque
- Durée : 20 minutes
- Date de sortie :
  - États-Unis : 2 mars 1919

## Distribution
- Roscoe Arbuckle : Fatty, garçon de ferme
- Winifried Westover : Winnie, la fille du fermier
- Al St. John : Al Clove, le fils du voisin (Picratt)
- Frank Hayes : le fermier, père de Winnie
- Monty Banks : un aide à la ferme

## Production
- Ce film a été tourné aux studios de la Comique Film Corporation à Edendale (Los Angeles), Californie.